# رزا کازاریان
رزا ساروخانونا کازاریان ( زادهٔ ۱۹۳۳) نویسنده، فارسی‌پژوه اهل ارمنستان است.

## زندگی‌نامه
وی در ۱۹۳۳ در ایروان به دنیا آمد. در ۱۹۵۸م دانشکدهٔ زبان و ادبیات دانشگاه دولتی ایروان را به پایان رساند و در پژوهشگاه خاورشناسی آکادمی علوم تاجیکستان در شهر دوشنبه آغاز به کار کرد. از ۱۹۶۵م در پژوهشگاه خاورشناسی آکادمی شوروی در مسکو به کار پرداخت. در ۱۹۷۸م از رسالهٔ دکتری خود با نام موضوعات اجتماعی در هجویات یغمای جندقی دفاع کرد. کازاریان در معرفی نسخه‌های دست‌نویس کتابخانهٔ پژوهشگاه خاورشناسی آکادمی علوم جمهوری تاجیکستان با دیگر فارسی‌پژوهان همکاری داشته‌است. 

## آثار
از وی مقاله‌هایی دربارهٔ ادبیات فارسی با نام «یغمای جندقی ۱۷۸۲–۱۸۶۰م» به روسی (ادبیات شرق، مسکو، ۱۹۶۹م) و «ابوشکور بلخی شاعر ایرانی قرن» به روسی (آثار تاریخی و ادبی مردمان شرق، مسکو، ۱۹۸۶م) چاپ و منتشر شده‌است.